# Kemijska peć (zviježđe)
Kemijska peć (Latinski  Fornax ) je zviježđe južnog neba koje je 1763. osmislio Nicolas Louis de Lacaille. Prvotni naziv zviježđa je bio Fornax Chemica, a kasnije je skraćeno u Fornax (peć). 

## Mitologija
Fornax, u rimskoj mitologiji, predstavlja božicu kruha i ... , no ime zviježđa ne potiče od ovog mitološkog lika. Fornax na latinskom znači "peć".

## Objekti dubokog svemira
Svemirski teleskop Hubble snimio je u ovom dijelu neba jednu od svojih najpoznatijih fotografija - Hubble Ultra Deep Field, snimku dijela neba iznimno duge ekspozicije. Na snimci je prepoznato oko 40 do tada nepoznatih patuljastih galaktika, a kasnije snimke načinjene s ESO-ovim "Vrlo Velikim Teleskopom" pokazali su da su ove ultra kompaktne patuljaste galaksije znatno manje od do tada poznatih patuljastih galaktika. U prostoru promjera tek oko 120 svj. godina u promjeru, stisnuti su deseci milijuna zvijezda.
U ovom se zviježđu nalazi i susjedni skup galaktika - skup Fornax, te poznata patuljasta galaktika patuljak Fornax.